# Bhatakatiya
Bhatakatiya (nep. भाटाकाटिया) – gaun wikas samiti w zachodniej części Nepalu w strefie Seti w dystrykcie Achham. Według nepalskiego spisu powszechnego z 2011 roku liczył on 828 gospodarstw domowych i 4653 mieszkańców (2399 kobiet i 2254 mężczyzn).